# Reserva de biosfera Delta del Río Paraná
La reserva de biosfera Delta del Río Paraná es un área protegida ubicada en el delta del río Paraná correspondiente a la segunda y tercera sección de islas del Delta bonaerense comprendidas en el sector del partido de San Fernando, al nordeste de la provincia de Buenos Aires, en el centro-este de la Argentina. Se encuentran presentes distintos tipos de bosques, tanto naturales como antrópicos, así como grandes áreas pantanosas cubiertas de pajonales.
Cuenta con una superficie total próxima a las 90 000 ha. En septiembre de 2000 fue declarada Reserva de Biosfera, aprobándose su declaración en la 16.ª Asamblea Anual del consejo Internacional de Coordinación de la UNESCO en París, Francia.

## Características generales
Se encuentra en las coordenadas: 34°15’00”S 58°58’33”O. Constituye la primera gran área protegida en el delta del Paraná. Se encuentra subdividida en tres áreas: la zona núcleo, la zona tapón y la zona de transición. En total, cuenta con una superficie de 88 724 ha, con un crecimiento adicional permanente de tierras aluvionales en el frente externo del río Paraná, sobre las aguas someras del Río de la Plata. El sector más relevante desde el punto de vista biológico y de conservación es el área núcleo, de 10 694 ha.
Bióticamente está compuesta por un mosaico integrado por forestaciones activas de álamos (Populus) y sauces (Salix), bosques secundarios fruto de forestaciones abandonadas por entre 10 y 20 años, pajonales silvestres, y parches relictuales de bosques ribereños.
Entre las especies que protege se encuentran la pava de monte y el ciervo de los pantanos.

### Zonificación
La reserva de biosfera Delta del Paraná es miembro de la Red Mundial MaB-UNESCO. Se subdivide en tres grandes zonas interrelacionadas:

#### Zona Núcleo
Protegida por normas de protección del paisaje, ecosistemas y las especies que cobija. Abarca 10 594 ha para la conservación de fauna y flora (ciervo de los pantanos, carpincho, lobito de río, gato montés, nutria roedora o coipo, pava de monte). Tiene biotopos de especial interés ecológico: restos del monte blanco o selva ribereña marginal, y bosques de ceibo en recuperación.

#### Zona de amortiguación
La zona Buffer o tampón comprende 15 473 ha que rodean a la anterior; y en ella se realizan actividades de protección de los recursos naturales y de apoyo a la conservación de la zona núcleo. Aquí se investiga experimentalmente con el manejo de la vegetación, tierras de cultivo, bosques, pesca, para mejorar la producción y conservar los procesos naturales y la diversidad biológica, incluyendo el suelo y las aguas.
Es una zona apta para actividades turísticas y de recreación; además existen emprendimientos agrícolas ecológicamente sustentables, emprendimientos de ecoturismo y artesanales. Cuenta con dos estaciones meteorológicas y una estación agroforestal.

#### Zona de transición
Es apta para la actividad agrícola, forestal y asentamientos humanos. Son 62 557 ha, con 15 000 ha forestadas y áreas pobladas por más de 3500 cabezas de ganado vacuno.

## Situación actual
La Reserva de Biosfera Delta del Paraná es administrada desde el año 2000 por el Municipio de San Fernando, que le imprimió al territorio (95 % de la superficie comunal) una fuerte política de Estado para promover el desarrollo local bajo principios de sustentabilidad e identidad social y cultural.[cita requerida]